# Hidźra

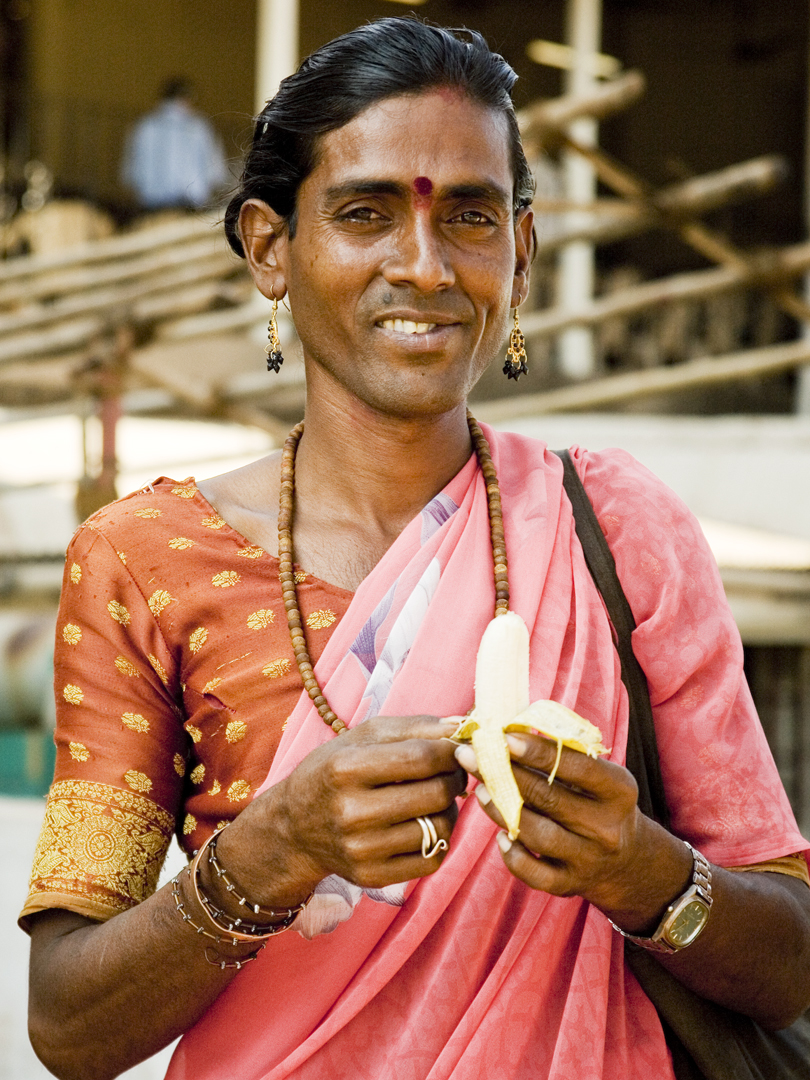
Hidźra w Goa, Indie

Hidźra (hijra) – określenie osoby trzeciej płci w kulturach Azji Południowej (na subkontynencie indyjskim).

## Nazewnictwo
Hidźrowie występują też pod innymi nazwami:
- w Pendżabie jako khusra, khotti lub ćakka,
- w Tamil Nadu jako arawani

## Definicja
Hidźrą są osoby urodzone biologicznie jako mężczyźni, ale nie utożsamiające się kulturowo lub psychicznie z płcią męską, z męskimi rolami w społeczeństwie lub utożsamiający się psychicznie z płcią żeńską; kobiety transpłciowe, osoby interpłciowe (osoby urodzone z narządami obojga płci lub pośrednimi), wykastrowani mężczyźni. Mówią o sobie zwykle w rodzaju żeńskim.

## Hidźry a religia
W hinduizmie hidźry należą do szczególnej kasty i są poświęcone bogini zwanej Bahućara Mata. Są kojarzone z androgynicznymi bóstwami hinduizmu. W kontekście islamskim trzecia płeć hidźr jest uważana za wynik woli Allaha. Również jednak w kręgu hinduizmu hidźry są pod wpływem wielu praktyk muzułmańskich, np. grzebią swoich zmarłych zamiast palić ich zwłoki na stosie.

## Proces stawania się hidźrą
Człowiek staje się hidźrą w wyniku procesu socjalizacji w obręb „rodziny hidźr”. Najpierw jest ćelą czyli uczennicą u jakiejś guru, która prowadzi go stopniowo w obręb kulturowej kobiecości. Każda guru ma przynajmniej pięć ćeli, które przyjmują jej nazwisko i są uważane za jej spadkobierczynie. Ćela oddają swoje dochody guru, która zarządza gospodarstwem. Kulminacją procesu jest rytuał religijny, na który składa się zwykle kastracja, operacja normalnie w Indiach zakazana. Dla hidźr jest to rodzaj nirwany lub ponownych narodzin. Nie wszystkie hidźry są wykastrowane, choć sądzi się, że zdecydowana większość.

## Społeczne położenie hidźr
W Indiach każda grupa społeczna ma określone miejsce w strukturze społeczno-gospodarczej. Hidźry zajmują się głównie żebractwem i prostytucją (w dawnych czasach również świątynną prostytucją sakralną). Mężczyźni utrzymujący kontakty seksualne z hidźrami nie są uważani za homoseksualistów w sensie, w jakim to pojęcie jest rozumiane na Zachodzie, bo też i hidźry nie są homoseksualistami, są w Indiach trzecią płcią. Niektóre hidźry wychodzą nawet za mąż.
Hidźry wykonują wiele obrzędów sakralnych w czasie ceremonii zaślubin oraz po narodzinach dziecka płci męskiej. Na obrzędy te przychodzą zwykle bez zaproszenia, ale ich obecność (związana z muzyką, śpiewem i zawierającym aluzje seksualne tańcem) wróży szczęście i płodność. Za ich obecność należy się im więc zwyczajowo wynagrodzenie. Powszechna jest wiara w ponadnaturalne moce hidźr, dlatego wszyscy boją się je obrazić, co niechybnie przyniosłoby nieszczęście.
W muzułmańskich społeczeństwach subkontynentu indyjskiego hidźry były silnie związane z klasami panującymi, pełniąc rozmaite role w pałacach: czy to służących, czy to partnerek seksualnych mężczyzn z elit – było to dość często spotykane jeszcze do lat 50. XX wieku.
W epoce kolonialnej zależności od Wielkiej Brytanii nastąpił pewien wpływ zachodniego sposobu myślenia, który pogorszył położenie hidźr i wniósł traktowanie ich sposobu życia jako swego rodzaju zboczenia czy nawet przestępstwa. Skierowane przeciwko nim ustawodawstwo zostało jednak zniesione po odzyskaniu niepodległości przez Indie. Akty przemocy wobec nich, które się jednak czasem zdarzają (głośna była w ostatnich latach sprawa przemocy, jakiej dopuszczali się wobec nich policjanci w Bangalore) są jednak skutkiem wpływów kulturowych wynikających z panowania brytyjskiego, gdyż miejsce hidźr w indyjskiej kulturze jest trwałe i bardzo głębokie.
W hinduizmie hidźry (obok dzieci poniżej piątego roku życia i sannjasinów) są jedną z trzech kategorii ludzi, którzy nie są po śmierci paleni na stosach (kremowani), lecz zakopywani w ziemi.
Od 2000 r. Hidźry są reprezentowane we władzach.
Od 2005 r. kategoria płci uznana we wniosku paszportowym.

## Hidźry w sztuce
- O hidźrach opowiada słynny dokument BBC India's Ladyboys
- Indyjski film Daayraa, reż. Amol Palekar, 1996
  - Grający główną rolę Nirmal Pandey zdobył za nią nagrodę dla najlepszej aktorki na festiwalu w Valenciennes.
- Navarasa tamilski film Santosh Sivana, 2005
- Welcome to Sajjanpur film Shyam Benegala, 2008
- Sadak film Mahesh Bhatta, 1991
- Shevri marathi film Gajendra Ahire, 2006
- Agneepath 2012
- Vedam 2010 (telugu)